# Baskická kuchyně

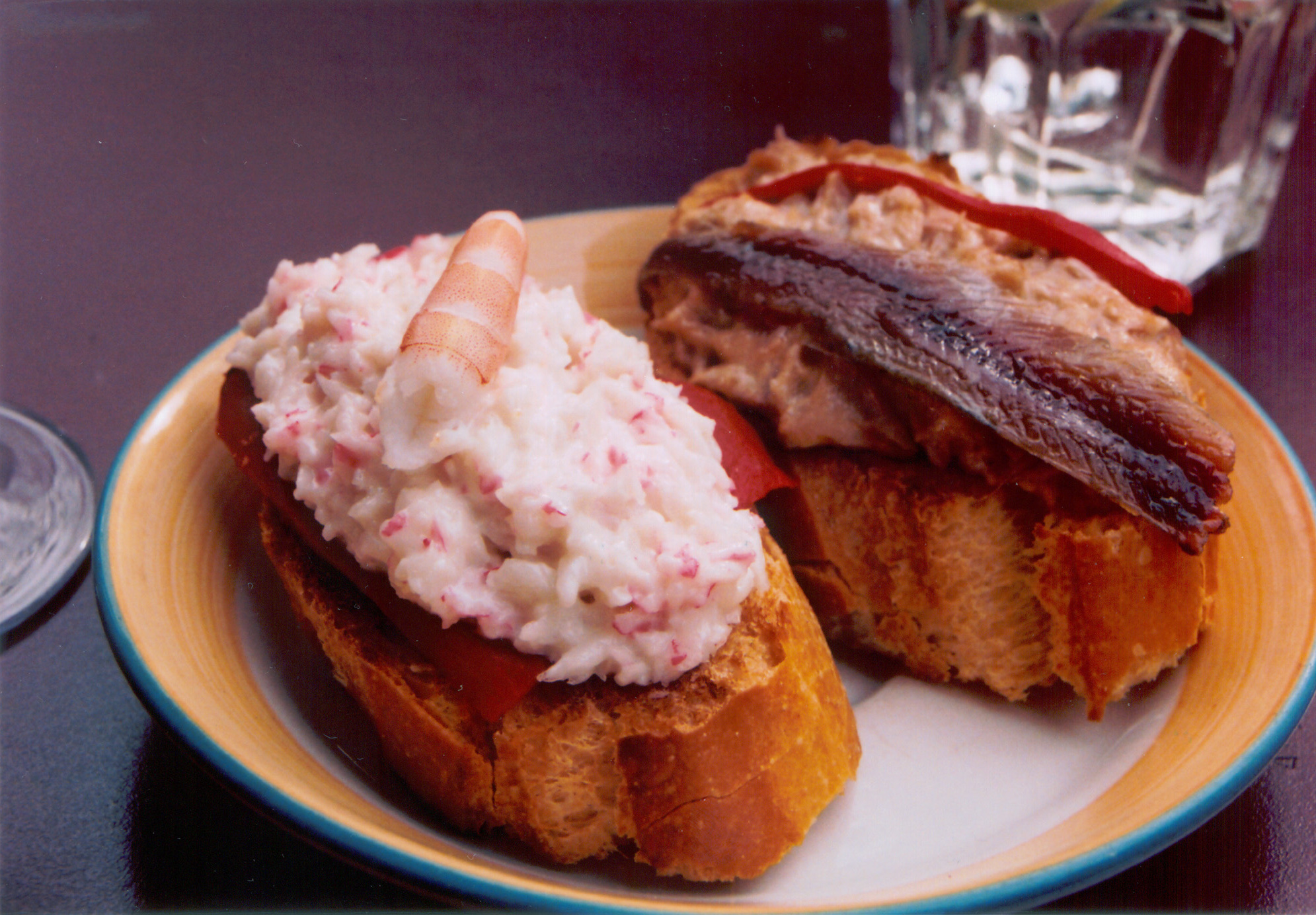
Pintxo

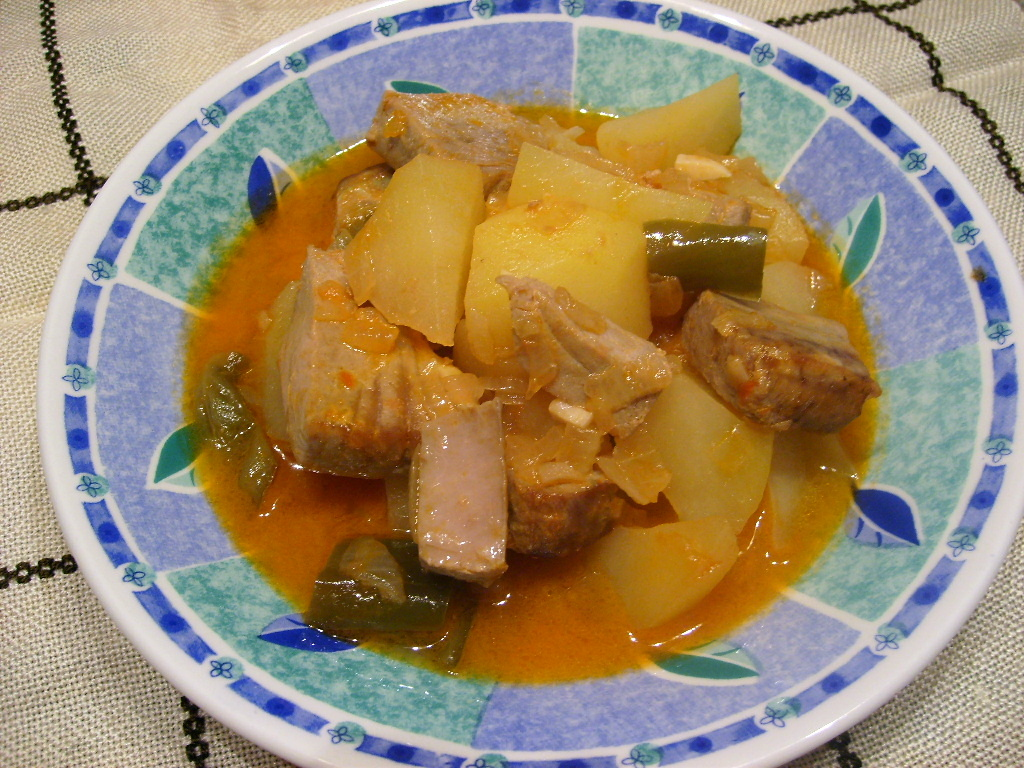
Marmitako

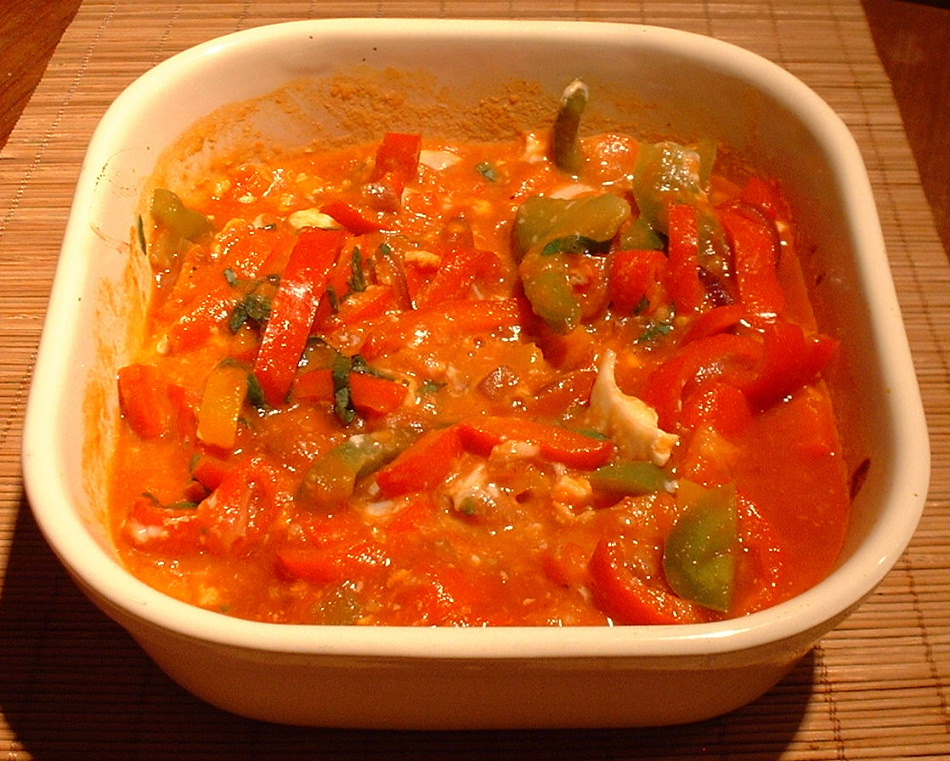
Piperrada

Baskická kuchyně (baskicky: Euskal Herriko sukaldaritza) je tradiční kuchyně Basků, národa žijícího na pomezí Španělska a Francie. Typicky používá rajčata, papriku a ryby a mořské plody z Atlantského oceánu. Dále se používají různé sýry, maso, fazole nebo víno. Připravují se i uzeniny, například různé klobásy nebo chorizo.

## Příklady baskických pokrmů
- Pintxo, obdoba španělských tapas
- Marmitako, dušený pokrm z tuňáka, brambor, cibule, papriky a rajčat
- Piperrada, restovaná směs zelené papriky, rajčat a cibule podobná leču, připomínající baskickou vlajku[1]
- Mami, dezert ze sraženého ovčího mléka
- Etxeko biskotxa, dort plněný buď džemem ze střemchy nebo krémem (vanilkovým nebo mandlovým)[2]
- Nasolované tresky
- Talo, kukuřičná placka podobná mexické tortille
- Idiazabal, ovčí sýr

## Příklady baskických nápojů
- Baskický cider
- Rozšířeno je vinařství, místní odrůda se nazývá Txakoli
- Vyrábí se likéry, například Izarra nebo Patxaran
- Kalimotxo, drink, skládající se z vína a koly